# تنسيغ

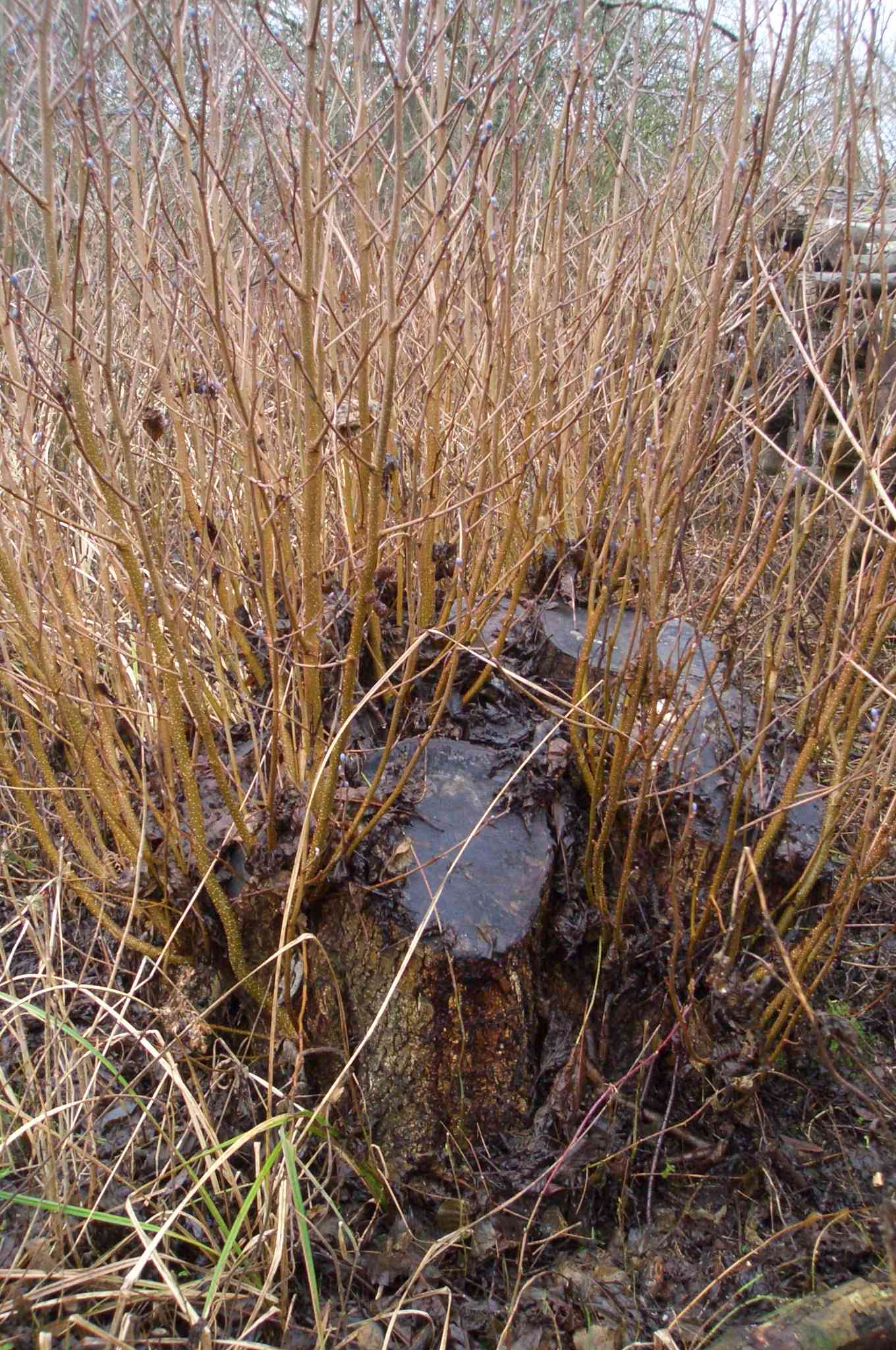

التنسيغ أو الخِيْس هي طريقة تقليدية تستخدم في تدبير المحاصيل الزراعية التي تعتمد على استثمار مساحة العديد من أنواع النباتات والأشجار لإنبات براعم جديدة من السوق أو الجذور عند قطعها. تسمى النباتات التي تطبق عليها هذه الطريقة بـ «الأجمة» حيث تقطع سيقان النباتات بشكل متكرر لتصل إلى مستوى سطح الأرض حتى لا يتبقى من الشجرة سوى الجذع، ما يحرض على نموها من جديد. وبعد مرور سنوات عدّة، تُحصد هذه الأشجار لتبدأ دورة حياة جديدة. يشبه التنسيغ قطع فروع الأشجار إذ إنه يعتمد على نفس العملية لكن على أجزاء أعلى من الشجرة.
تتضمن العديد من أساليب التشجير قطع الأشجار لإعادة نموها من جديد؛ تُعتمد طريقة التنسيغ في الزراعة ضمن أجزاء عديدة في المناطق الزراعية المنخفضة معتدلة المناخ في أوروبا. بقيت الممارسة الواسعة طويلة الأمد للتنسيغ على نطاق واسع أمرًا ذا أهمية خاصة في جنوب إنكلترا.
عادة ما تحصد المحاصيل التي تعتمد على التنسيغ بشكل قطاعات دائرية. وبهذه الطريقة، يبقى المحصول متوفّرًا في كل سنة ضمن منطقة ما من الأرض الزراعية. توفر طريقة التنسيغ شكًلا غنيًا من المساكن الطبيعية للعديد من الكائنات الحية، نظرًا لامتلاك الأرض الزراعية طيفًا من الأجمات المختلفة عمريًّا التي تنمو فيها ما يلعب دورًا مهمًا في التنوع الحيوي. تعتمد مدة الدورة الزراعية على نوعية النبات المقصوص وطريقة الزراعة المحلية والغرض الذي سيستخدم المحصول لأجله؛ إذ يتم تنسيغ شجرة (القضبان) لأخذ الحطب والعيدان الخشبية كل أربع أو خمس سنوات، في حين يأخذ تنسيغ شجرة البلوط أكثر من خمسين سنة لتحويلها لمزارع واسعة لأخذ الحطب.
يُبقي التنسيغ الأشجار ضمن طور يافع، والأشجار المنسّغة بشكل دوري لا تموت بسبب الكبر في العمر؛ يمكن أن تصل بعض تلك الأشجار لأعمار هائلة. يمكن تقدير عمر جذع الشجرة عبر قياس قطرها، إذ يصل بعضها لنحو 5.4 أمتار، وذلك بعد تنسيغها بشكل مستمر لقرون.

## التاريخ
تقترح الأدلة أن التنسيغ كان يمارس منذ فترة ما قبل التاريخ. تكون جذوع الأجمة منحنية عند القاعدة بسبب تنافس البراعم على النمو من الجذع خلال المراحل المبكرة من الدورة، والتي تنمو باتجاه الأعلى لتكوّن ما يسمى بالظلّة. يساعد ذلك الانحناء على تحديد الأجمات خلال دراسة المواقع الأثرية.
كان يستخدم النظام الزراعي المدعو بالتنسيغ بالأصل من أجل الإنتاج البسيط للحطب. تدعى هذه الطريقة بالألمانية «Niederwald» والتي تترجم إلى «الغابة المنخفضة». لاحقًا في العصور الوسطى، سمح مربو الخنازير لهم بالتغذي على البلوط للمساعدة في زيادة نمو الأشجار. تدعى هذه الطرق المختلفة بـ «التنسيغ وفق المعايير». تدعى الأخيرة بالألمانية «Mittelwald» والتي تعني بالإنكليزية «الغابة المتوسطة». في حين تُدعى زراعة الغابات الحديثة بالألمانية «Hochwald» وتعني بالإنجليزية «الغابة العليا» والتي تسعى إلى حصد المحاصيل آليًا، ولا تعود الخنازير تتغذى على البلوط. انخفض استخدام كلا النظامين اليوم.
على كل حال، هناك فوائد برية وثقافية ناتجة عن استخدام تلك الطريقتين في تقليم الأشجار، مثل غابة الحماية التي تحمي ضد الانهيارات الثلجية، والتي لا تعتبر الدور الوحيد لتلك المحاصيل الزراعية.
خلال كل من القرنين السادس والسابع عشر، انتشرت تقنيات إنتاج الحديد والفحم بشكل واسع في إنجلترا، وامتدت لمناطق أخرى في أواخر القرن الماضي مع ازدياد الحاجة إلى لحاء البلوط من أجل الدباغة، ما تطلب كميات هائلة من الخشب المستنسغ. وباستخدام طريقة التنسيغ، يمكن توفير تلك المتطلبات الصناعية المتزايدة لأجل غير محدود. وهو ما شرّعه قانون 1544 الذي وضعه ملك إنجلترا هنري الثامن، والذي أوجب تغطية الجذوع بعد قطعها لمنع الحيوانات العاشبة من التغذي عليها. لم توفر تلك الأراضي الزراعية فقط المواد الخام الناتجة عنها في كل موسم، بل أمنت طيفًا واسعًا من الوظائف مثل بناء المنازل الخشبية وإصلاح الجسور وصناعة العربات وأشياء أخرى.
بدأ استخدام التنسيغ بالتراجع في بريطانيا خلال القرن الثامن عشر. وذلك بسبب نقص الحاجة إليه. إذ لم يعد الناس بحاجة للحطب في منازلهم بعد انتشار الفحم العادي وفحم الكوك كبديل أرخص، واستبدل الحطب الذي كان يستخدم لأغراض البناء بمواد أخرى. توقف استخدام نظام التنسيغ بدايةً في شمال بريطانيا لكنه استمر بالتراجع باتجاه الجنوب الشرقي حتى ستينيات القرن الماضي حين نشطت الدعاية على نشر التنسيغ خصوصًا في كينت وساسكس.

## الحياة البرية
يجلب نظام التنسيغ معه تنوعًا في الحياة البرية، غالبًا تكون تلك الأنواع متكيفة مع الغابات المفتوحة. بعد قطع الأشجار، يسمح ضوء الشمس المتزايد الواصل إلى النباتات الأرضية مثل الجريس وشقائق النعمان وزهرة الربيع بالنمو بشكل أكبر من قبل. غالبًا ما ينمو العليق حول الجذع المقطوع، جاذبًا إليه الحشرات وأنواع متعددة من الثدييات الصغيرة التي يمكن أن تستخدم أشواك العليق بغرض الحماية من المفترسين الأكبر حجمًا. تسمح كومات العيدان المقصوصة بجذب الحشرات إليها مثل الخنافس. تستعمر المنطقة بعدها أنواع متعددة من الحيوانات مثل طائر الحزار وطائر الضوع الأوروبي وفراشات حشيشة الحجل. مع عودة الأشجار المقطوعة إلى النمو، تصبح الجذوع مكانًا غير مناسب للحياة بالنسبة لهذه الكائنات، ولكن في المناطق الزراعة التي تُدار فيها عملية التنسيغ تبقى هناك دومًا أشجار مقطوعة حديثًا تسمح لتلك الحيوانات بالانتقال إليها.
على كل حال، لم تعد تستخدم معظم الأراضي الزراعية في بريطانيا هذه الطريقة منذ عقود عدّة. ما جعل الجذوع تنمو بشكل كبير مشكلة غابة كثيرة الظل مكونة من الكثير من الجذوع القريبة من بعضها مع القليل من الغطاء النباتي على الأرض. تعيش حيوانات الغابات المفتوحة بأعداد ضئيلة في تلك البيئة، ما يجعل بعض أنواع تلك الأحياء نادرًا. تقلل تلك البيئة غير المدارة من فرص التنوع الحيوي، فهي لا تدعم أنواع الكائنات الحية التي تعيش في المناطق المفتوحة، ولا تدعم تلك الأنواع التي تعيش في الغابة العالية، نظرًا لكونها تفتقر إلى الكثير من مميزات الغابات العالية مثل بقايا الخشب الميت، والجذوع ذات الأعمار المتنوعة. قد يعيد الحفظ المناسب والمدروس لهذه الأشجار المتروكة إليها الحياة مرة أخرى، وفي بعض الأوقات يكون من الأفضل اعتماد الاختيار والانتقاء للأشجار بهدف تحويلها إلى غابة عالية.

## حدوثه طبيعيًا
يُعدّ التنسيغ ونمو الأجمة رد فعل للشجرة تجاه إصابتها بالضرر ويمكن أن يحدث بشكل طبيعي. إذ يمكن للأشجار أن تؤكل أو تخرب بفعل كائنات عاشبة كبيرة الحجم مثل قطعان الماشية أو الفيلة، أو تقطّع بفعل القنادس أو بفعل الرياح. قد تنتج بعض الأشجار مثل الزيزفون حقلًا خطّيًا من البراعم على الأرض التي وقع عليها جزء الشجرة المقطوع، ويمكن لتلك البراعم أن تتطور لتصبح أشجارًا ناضجة. تعتمد بعض الأشجار مثل الزان الأوروبي على الارتفاع عندما يُعنى الأمر بالتنسيغ، إذ يصبح أكثر سهولة وفاعلية في المناطق الجبلية.

## معرض صور

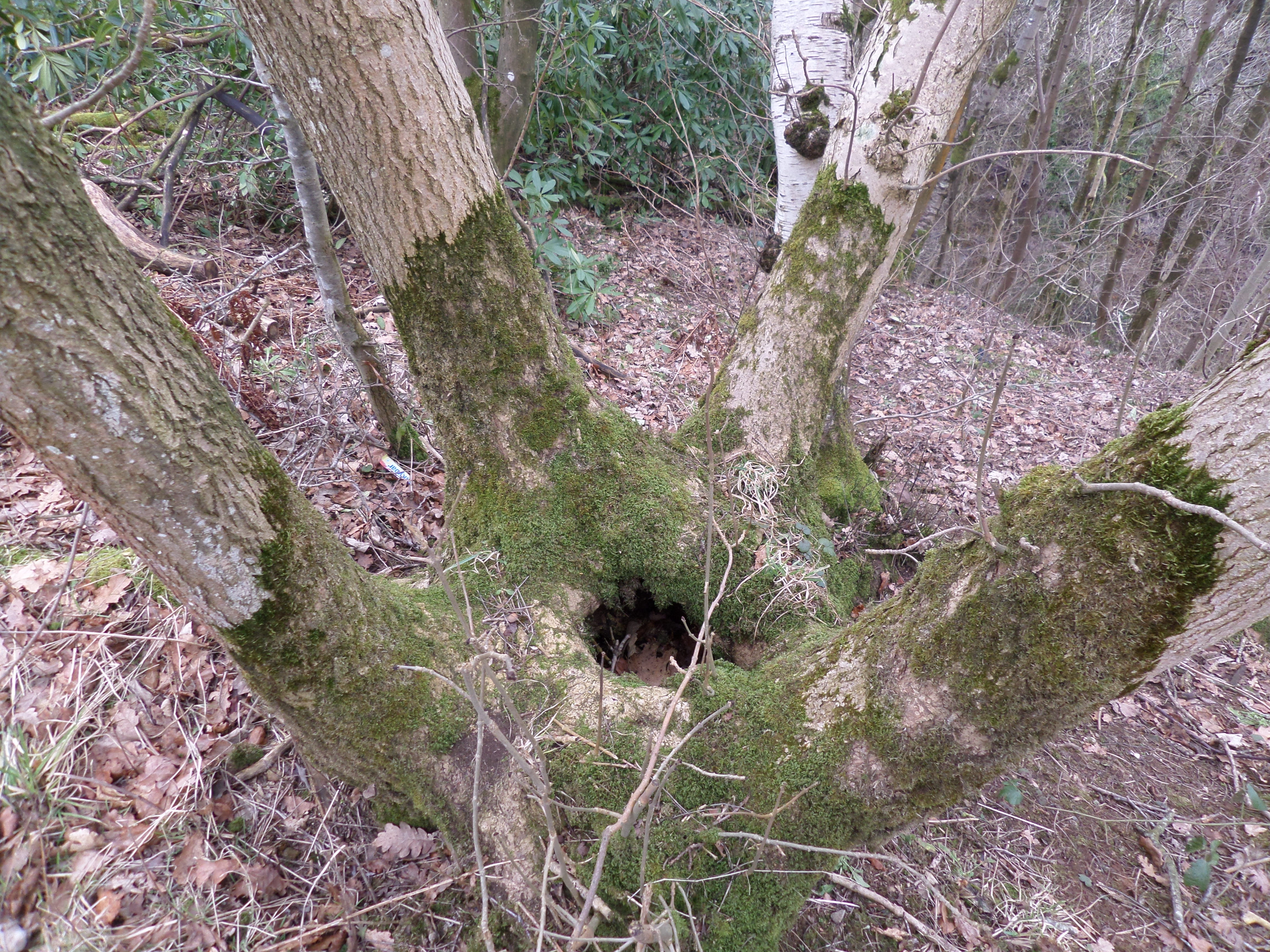
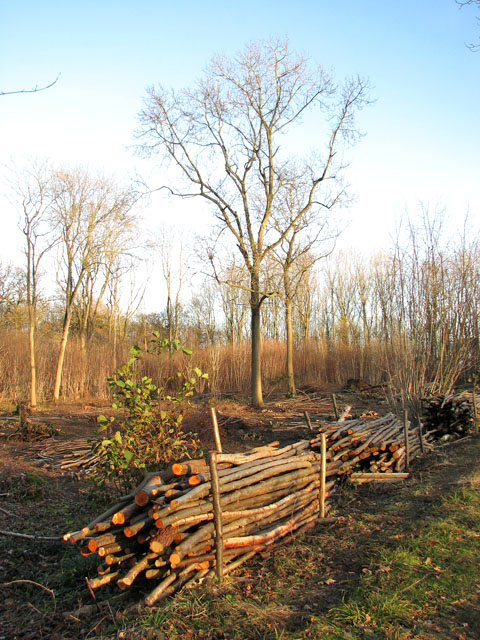
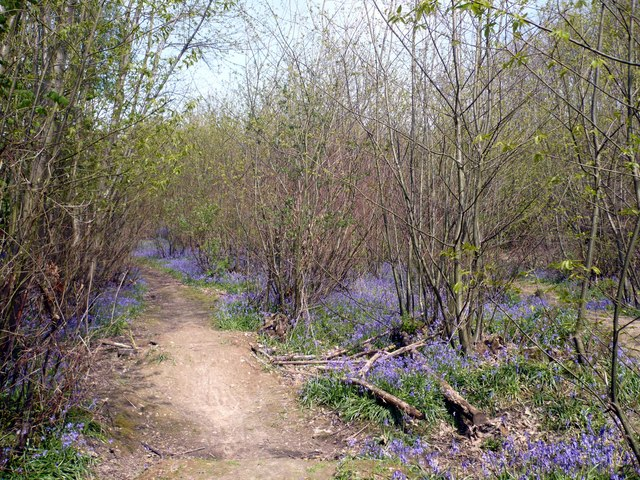
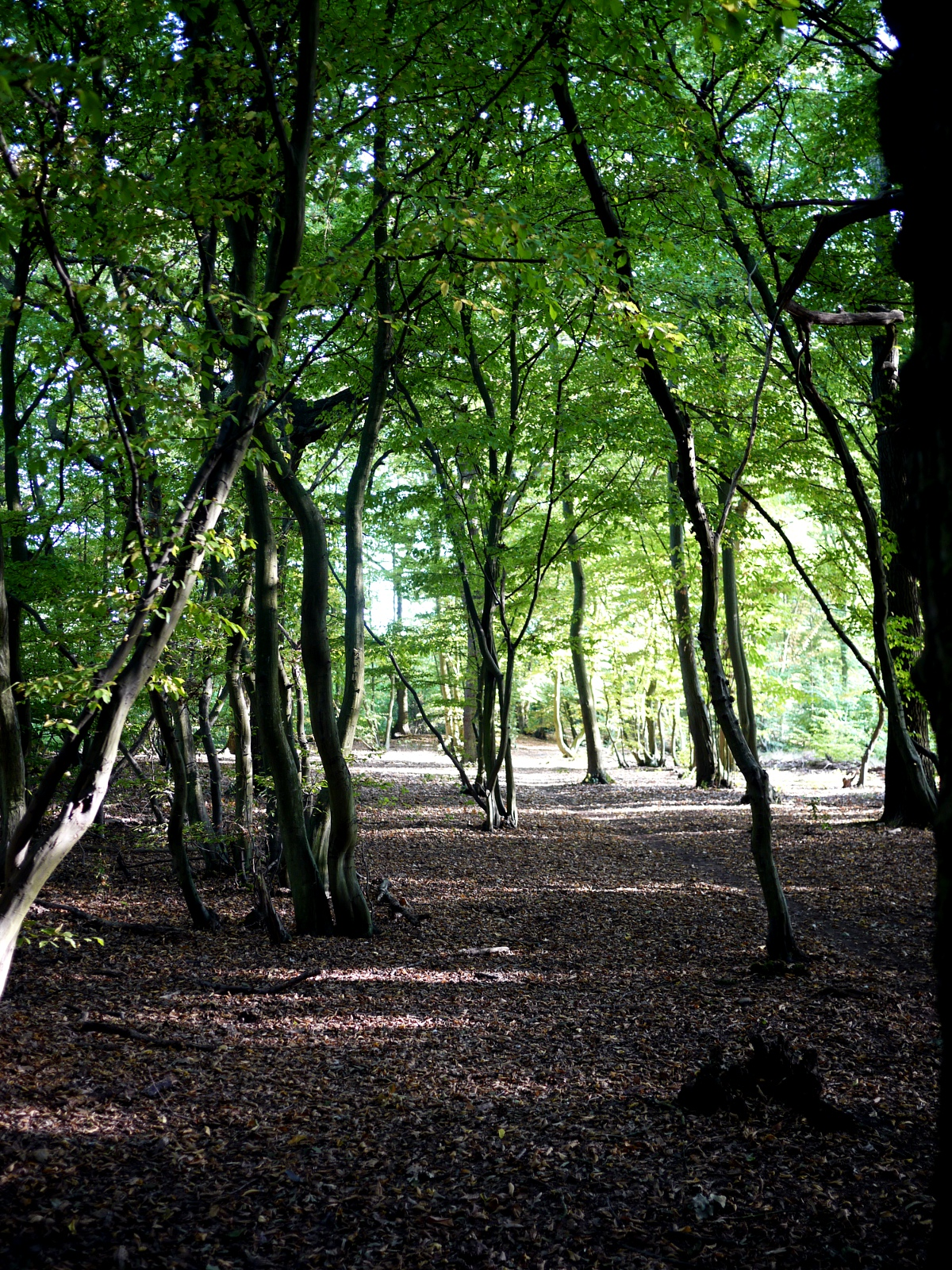
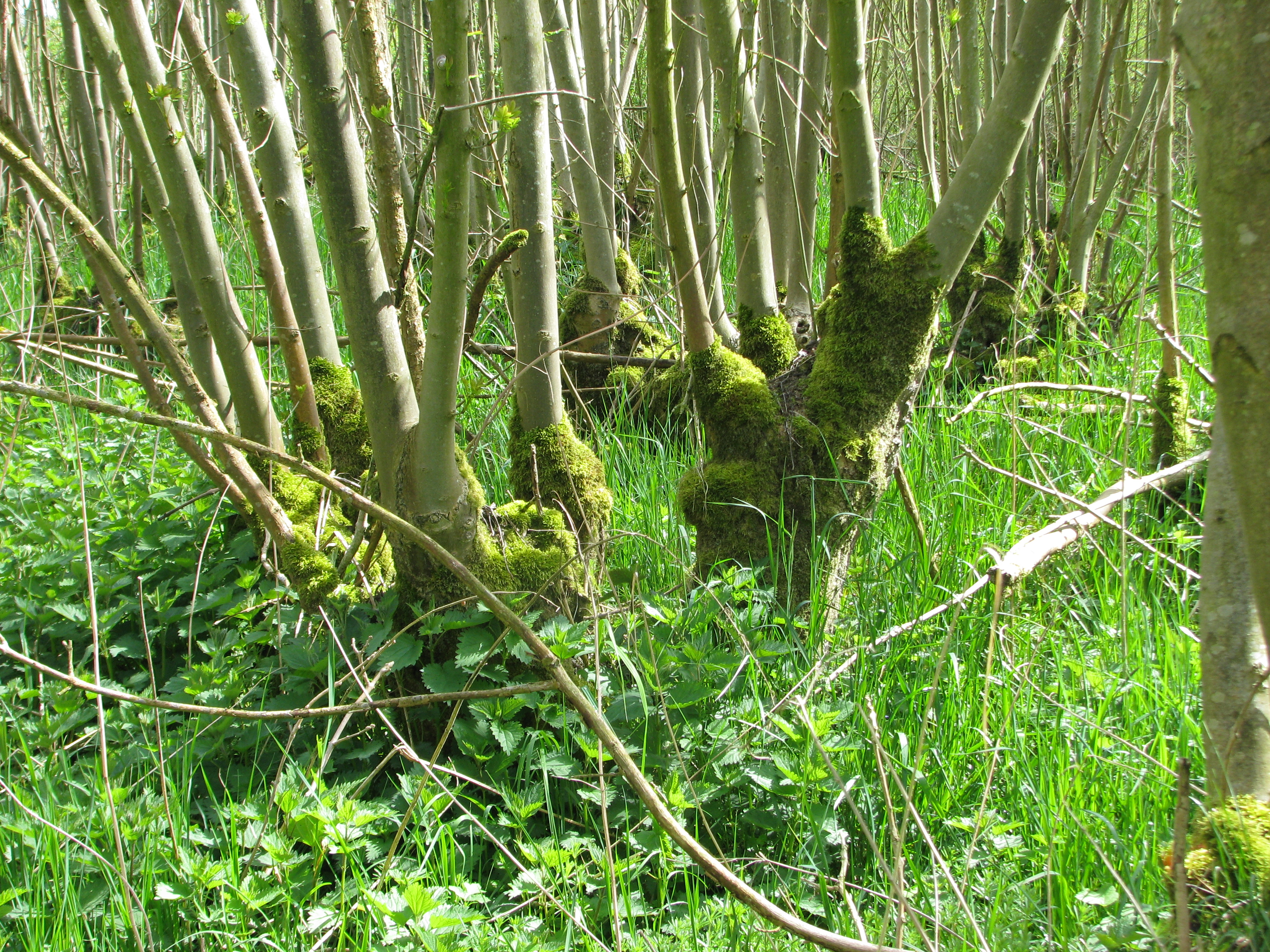